# Joseph Flüggen
Joseph Eduard Flüggen, né le 3 avril 1842 à Munich, et mort le 3 novembre 1906 à Bergen près Traunstein, est un artiste bavarois.

## Biographie

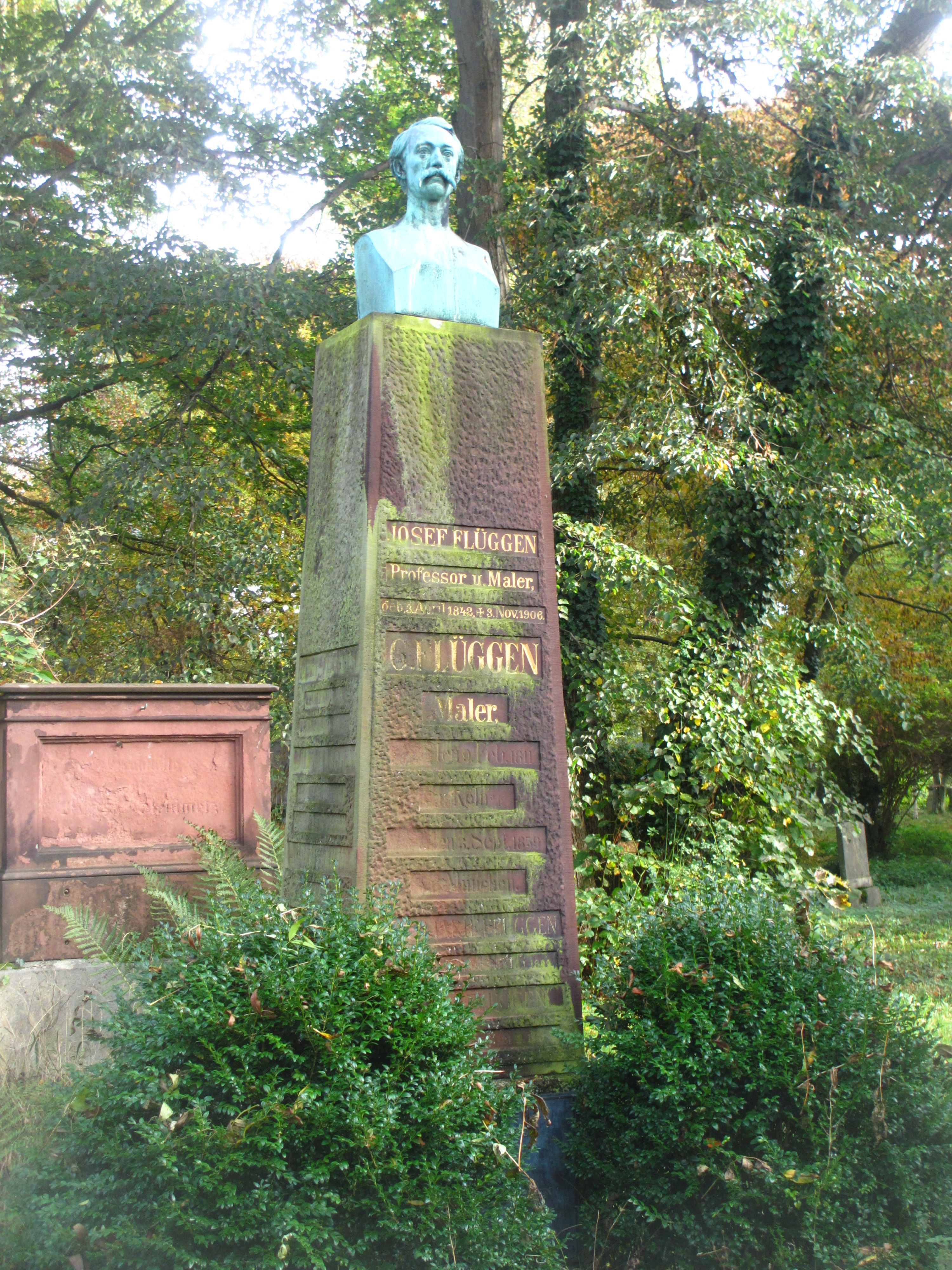
Tombe de Joseph Flüggen dans l'Ancien cimetière du Sud à Munich.

Joseph Flüggen est né le 3 avril 1842 à Munich. Il est le fils et l'élève de Gisbert Flüggen.
Flüggen s'inscrit à l'académie de Munich en 1856. En 1859, il devient l'élève de Karl Theodor von Piloty, sous l'influence duquel il commence à peindre des peintures historiques. En 1866, Flüggen met fin à ses études et se rend à Paris, Londres, Bruxelles et Anvers. C'est à Anvers qu'il peint sous la direction de Hendrik Leys.
À la fin des années 1870, une série d'œuvres sur le thème de l'opéra wagnérien attire l'attention du roi Louis II de Bavière, qui le nomme peintre de théâtre de cour.
Flüggen meurt le 3 novembre 1906 à Bergen près Traunstein.
Il est inhumé dans l'Ancien cimetière du Sud à Munich.

## Œuvres

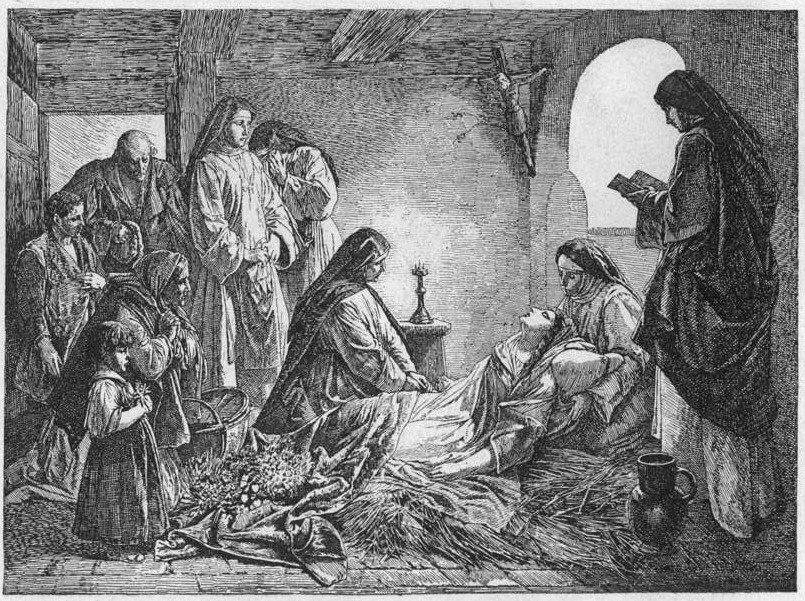
Tod der heiligen Elisabeth (mort de sainte Elisabeth)

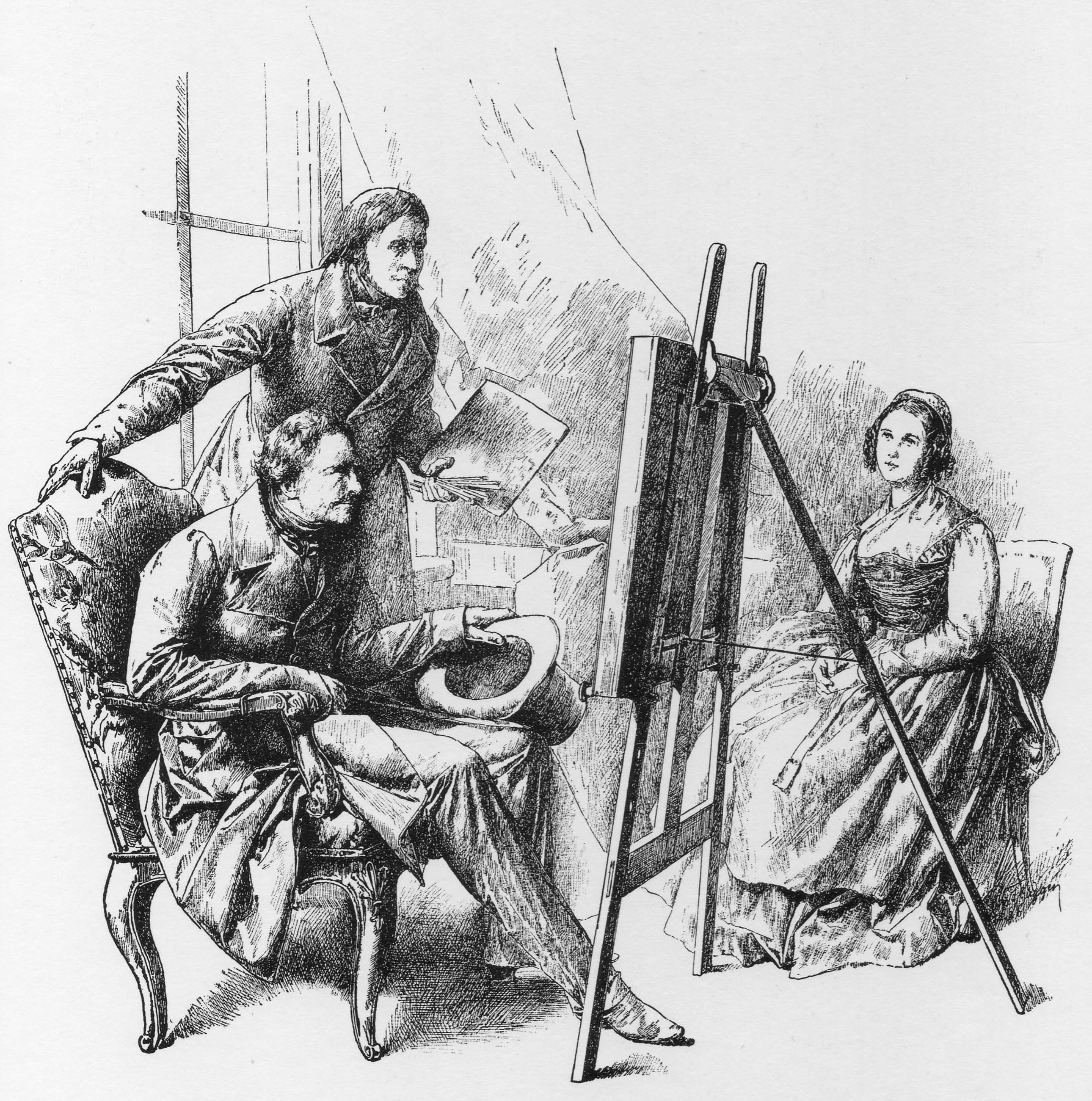
König Ludwigs Besuch im Atelier Stielers, Maler der Schönheitsgalerie (Visite du roi Louis dans l'atelier de Stieler)

Bien qu'il ne soit pas aussi prolifique que nombre de ses contemporains, ses œuvres ont connu beaucoup de succès dans les ventes aux enchères avec des prix allant jusqu'à 20 000 $. Parmi le maisons de ventes aux enchères qui ont présenté son travail, mentionnons : Bonhams, Dorotheum et Neumeister, entre autres.
Liste non exhaustive d'œuvres :
- Familienglück[5]
- Am Strand von Genua[5]
- Das schmollende Liebespaar
- Milton, der das „Verlorne Paradies“ diktiert
- Des Goldschmieds Töchterlein
- Die Landgräfin Margarete, die von ihren Kindern Abschied nimmt
- Regina Imhof, spätere Gemahlin Georg Fuggers, die Brautgeschenke empfangend
- Die Taufe des Kaisers Maximilian I.